# Europe 1 Matin
 (juillet 2025).
Si vous disposez d'ouvrages ou d'articles de référence ou si vous connaissez des sites web de qualité traitant du thème abordé ici, merci de compléter l'article en donnant les références utiles à sa vérifiabilité et en les liant à la section « Notes et références ».
Europe 1 Matin est la dénomination des éditions matinales d'information diffusées par la station de radio privée Europe 1 appartenant au groupe Bolloré depuis juillet 2020, tranche incluant la pré-matinale, la matinale et la matinale week-end.

## Historiques

### Pré-Matinale
Depuis la saison 2008-2009, les pré-matinales d'Europe 1 sont des programmes d'information dont la durée varie entre une heure et deux heures. Selon les périodes, le programme débute à 4 h 30 ou à 5 h pour se terminer à 6 h, 6 h 30 ou à 7 h. Se sont succédé les présentateurs suivants :
- saison 2008-2009 : Jean-Michel Dhuez ;
- été 2009 : Benjamin Petrover[2] ;
- septembre 2009 : Pascal Humeau ;
- février 2010 : Benjamin Petrover[3] ;
- saison 2010-2011 : Benjamin Petrover[4], accompagné d'Helena Morna[5] ;
- août 2011 : Emmanuel Maubert[6], Florent Chatain le remplaçant pendant ses congés ainsi que pendant l'été 2012.

- 9 et 10 mai 2013 : Marion Calais remplace Emmanuel Maubert
- été 2013 : Emmanuel Maubert quitte la présentation[7] et Jacky Gallois le remplace
- rentrée 2016 : Samuel Étienne[8], Mathieu Charrier ou Émilie Bonnaud le remplaçant pendant les vacances
- été 2017 : Julien Pearce
- rentrée 2017 : Raphaëlle Duchemin, à la suite du départ de Samuel Étienne pour France Info[9]
- rentrée 2018 : Matthieu Noël prend les commandes du 5h-7h, renommé "Debout les copains!".[10],[11]
- rentrée 2019 : Julien Pearce arrive à la tête de la première partie d'Europe Matin entre 5h et 6h.
- rentrée 2020 : Sébastien Krebs remplace Julien Pearce, parti pour animer Europe Nuit. La pré-matinale est diffusée entre 5h et 7h.
- rentrée 2021 : Julien Pearce revient aux petits matins, accompagné par Ombline Roche. La pré-matinale est diffusée entre 5h et 6h30[12]. Le nouveau matinalier Dimitri Pavlenko prend l'antenne à 6h30 pour L'Interview Éco et La revue de presse internationale.
- rentrée 2022 : Alexandre Le Mer (ancien présentateur d'Europe Nuit) remplace Julien Pearce aux côtés d'Ombline Roche. La pré-matinale est diffusée entre 5h et 7h, mais conserve les rendez-vous auparavant assurés par Dimitri Pavlenko entre 6h30 et 7h (L'invite éco et La revue de presse internationale).

La pré-matinale est rythmée par des sessions d'information toutes les demi-heures, un bulletin météo livré par Laurent Cabrol puis Anissa Haddadi, trois invités (Initiatives en France à 5h20, L'interview d'Alexandre Le Mer à 5h45 et L'interview éco à 6h40) et une batterie de chroniqueurs: Anicet Mbida pour l'innovation (2014-), Thierry Léger pour les pronostics des courses hippiques (2019-) et Ombline Roche pour une partition musicale (2019-). De nombreux journalistes de la rédaction s'alternent à l'antenne pour Le journal des sports (5h10), Le pressing de 6h10 (revue de presse), La revue de presse internationale de 6h53.

### Matinale

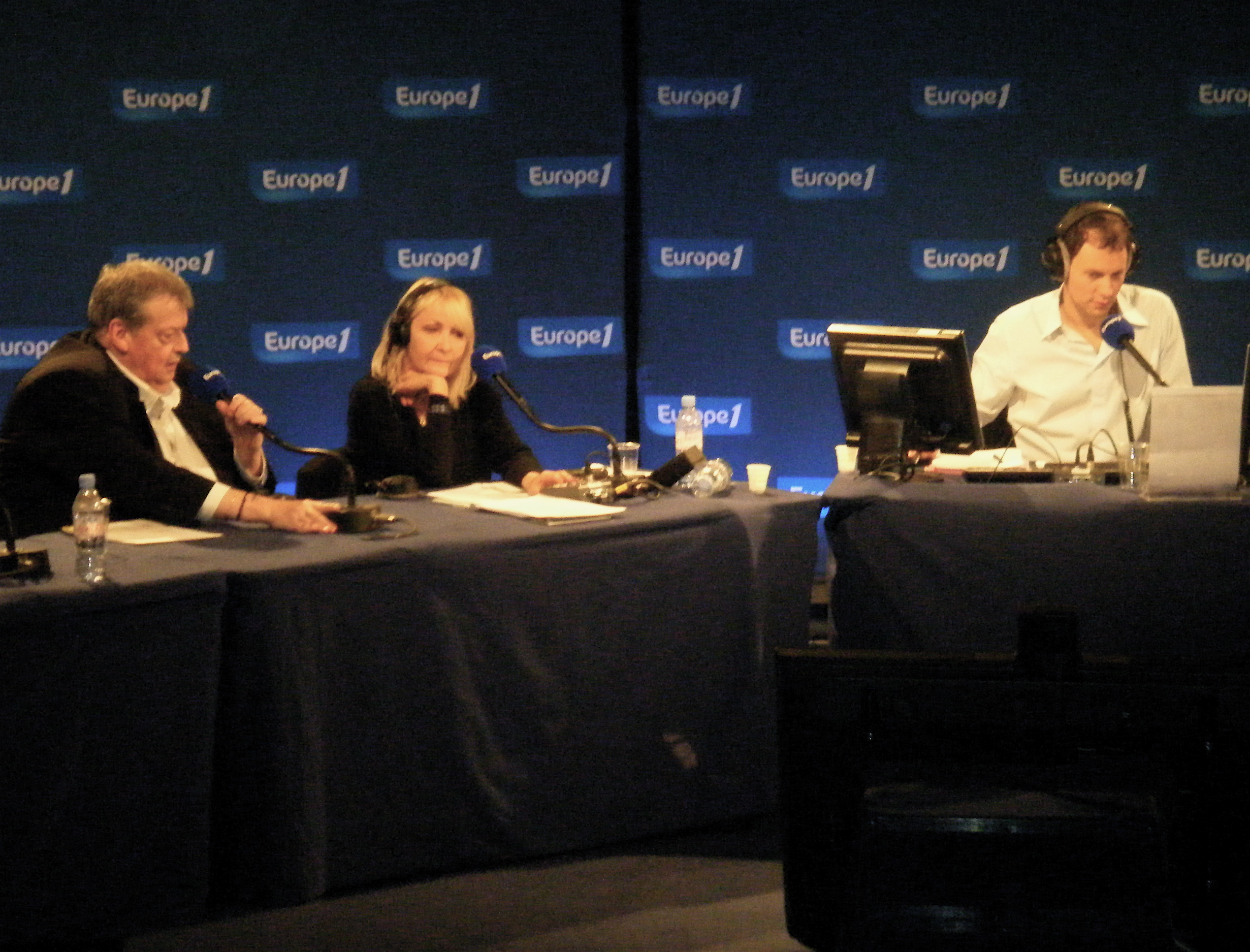
Guy Carlier, Julie et de Marc-Olivier Fogiel, lors d'une délocalisation de la matinale à Toulouse, en novembre 2008.

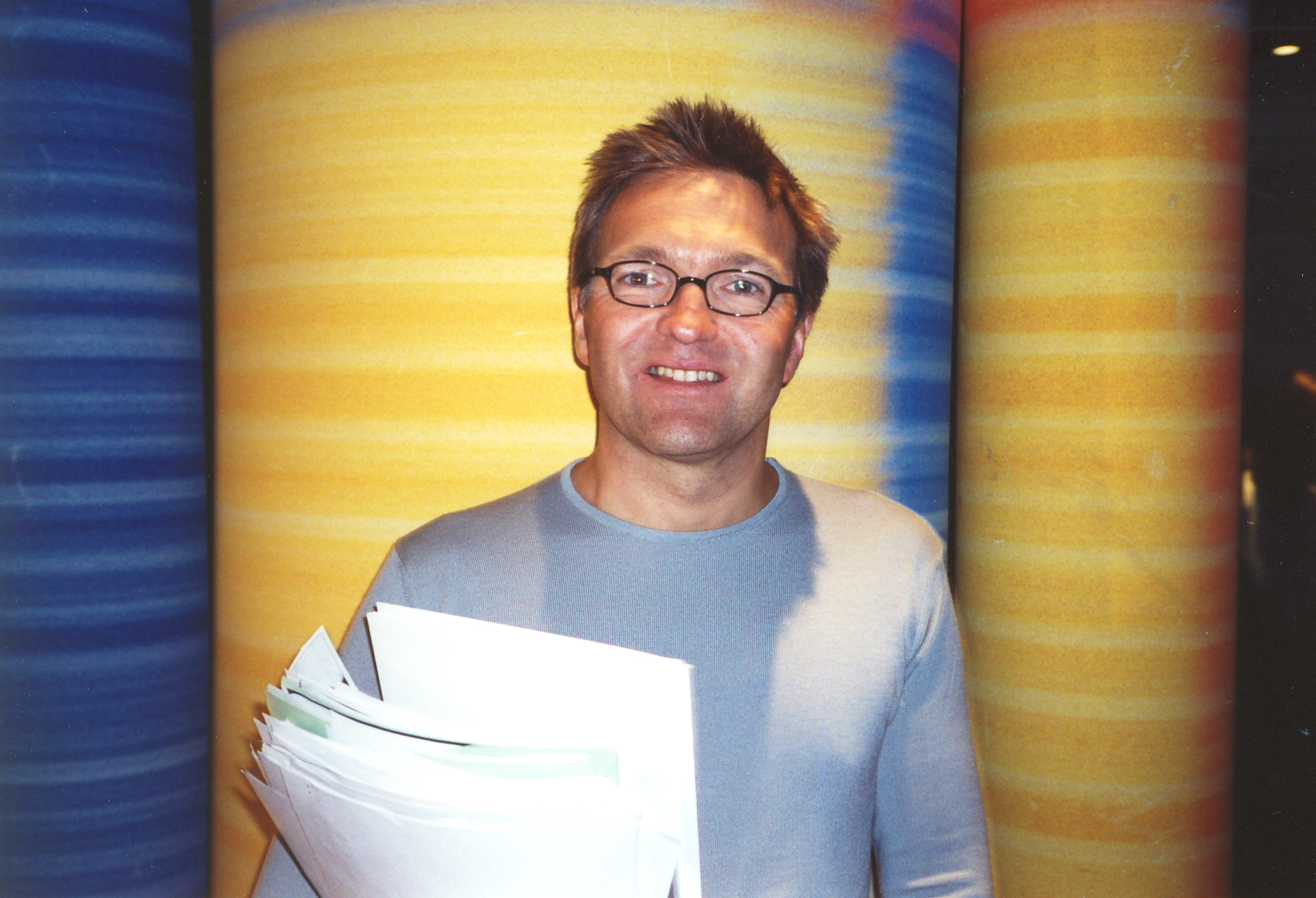
À la rentrée 2011, Laurent Ruquier tient une revue de presse décalée dans la matinale.

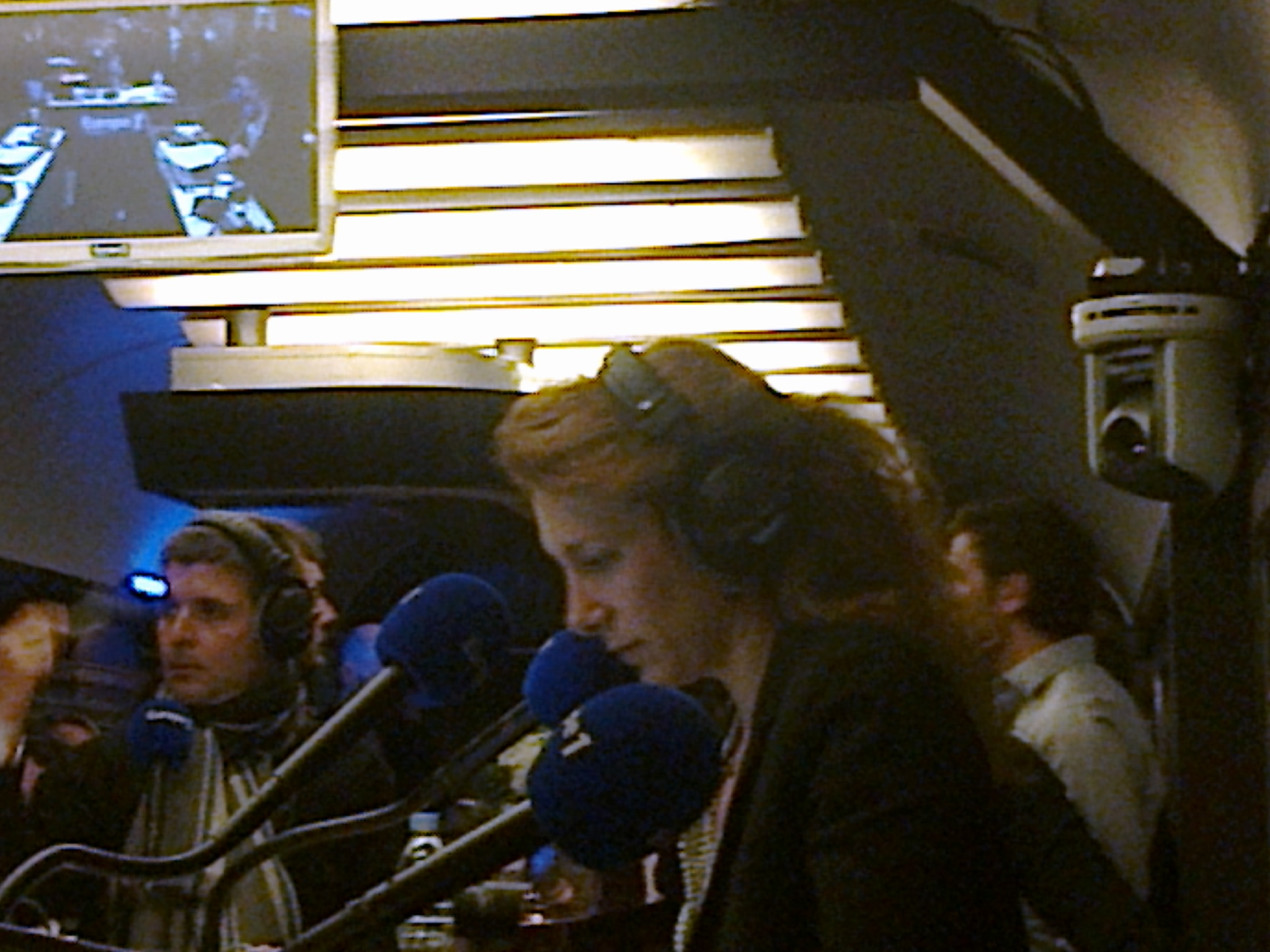
Thomas Sotto et Hélène Zelany (présentatrice du journal de) lors de la matinale d'Europe 1 en Gare de Lyon à Paris le 21 mars 2014.

### Matinale week-end
Aux manettes et à la réalisation de cette tranche d'informations du week-end depuis 2008 : Fabrice Lafitte, entré à Europe 1 en 1994, antérieurement sur la matinale semaine.[réf. nécessaire]

## La revue de presquede Nicolas Canteloup

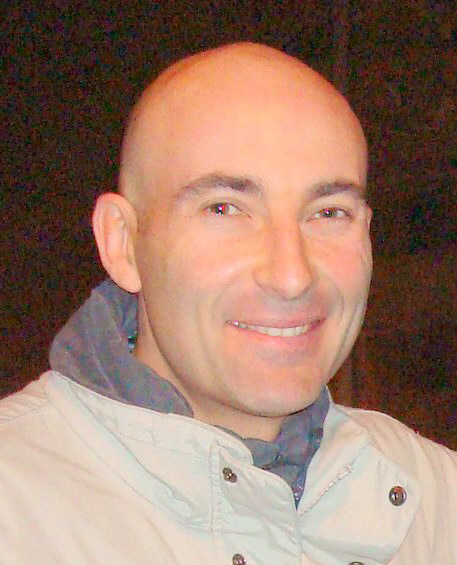
Nicolas Canteloup en novembre 2007.

En septembre 2005, Nicolas Canteloup arrive sur Europe 1 pour présenter La revue de presque, une chronique humoristique d'une dizaine de minutes où il imite de nombreuses personnalités. Assisté de Julie Leclerc qui lui amène les différents sujets de son billet, Canteloup parodie également plusieurs chroniques de la matinale comme l'interview politique de Jean-Pierre Elkabbach, présente à l'antenne quelques minutes plus tôt, ou encore les flashs météo de Laurent Cabrol. En 2008, à l'arrivée de Marc-Olivier Fogiel, La revue de presque commence généralement par une imitation d'une célèbre personnalité caricaturant les différents titres de l'actualité ainsi qu'une parodie de ses interviews.
Sur la période septembre-octobre 2008, le record d'audience de la chronique de Canteloup fait état de 1 797 000 auditeurs.
En août 2009, La revue de presque diffusée à partir de 8 h 35, débute désormais à 8 h 47. Ce changement d'horaires s'explique essentiellement pour concurrencer la chronique humoriste de Laurent Gerra sur RTL. Sur la période novembre-décembre 2009, les chiffres médiamétrie montrent que Canteloup a gagné 175 000 fidèles sur un an, réduisant l'écart à 100 000 auditeurs avec le pensionnaire d'RTL, toujours en tête (1,74 million d'auditeurs pour Gerra contre 1,62 million pour Canteloup). Sur la période septembre-octobre 2010, Canteloup perd 103 000 auditeurs, réunissant désormais 1,4 million contre un gain de 211 000 pour Gerra avec ses 1,8 million de fidèles.
Le 25 novembre 2010, à l'occasion de la 1000e revue de presque, Europe 1 organise une journée spéciale permettant à Canteloup d'être présent dans toutes les émissions de la station. La radio réitère cette opération le 29 mars 2011, pour célébrer son nouveau spectacle ainsi que son passage à Olympia.
En février 2011, lors de la dernière matinale de Marc-Olivier Fogiel, l'imitateur lui consacre la quasi-intégralité de sa chronique. Canteloup annonce que si l'animateur partait, il en ferait de même, reste finalement à l'antenne sans cacher son amertume concernant le départ de Marc-Olivier Fogiel.
En août 2011, différents médias rapportent que le coût annuel de La revue de presque, est estimé à 900 000 euros. Cette somme servirait essentiellement à payer l'humoriste, ses producteurs ainsi que ses auteurs,, qui sont Philippe Caverivière, Laurent Vassilian et Arnaud Demanche, Arnaud Demanche présent aussi dans Samedi Roumanoff autour d'Anne Roumanoff
À la rentrée 2011 et pour la 7e saison consécutive, Nicolas Canteloup reste à la matinale d'Europe 1. Pour sa 1re chronique, il n'hésite pas à étriller les deux nouveaux arrivants, Bruce Toussaint et Nikos Aliagas, ainsi que son patron, Denis Olivennes.
En 2018, l'avenir de Nicolas Canteloup sur Europe 1 devient incertain, son producteur Jean-Marc Dumontet critique les changements incessants à chaque été qui pénalisent la grille des programmes.
À la rentrée 2021, l’humoriste n’officie plus sur Europe 1 à la suite d'un désaccord éditorial avec l’arrivée de l’actionnaire désormais majoritaire, Vincent Bolloré. La presse révèle que le départ de l'animateur aurait coûté près d'un million d'euros à la station, un contrat de deux ans étant toujours en cours.

### Source à utiliser
- Benjamin Helfer, « Matthieu Belliard s'en va, Laurence Ferrari arrive... toutes les nouveautés prévues sur Europe 1 à la rentrée », sur www.programme-tv.net, 21 juin 2021 (consulté le 20 juillet 2021)